# Iwona Matkowska
Iwona Nina Matkowska est une lutteuse polonaise née le 28 mai 1982 à Żary.

## Palmarès

### Jeux olympiques
- Qualifiée en moins de 48 kg en 2012 à Londres, (Royaume-Uni)

### Championnats du monde
- Médaille de bronze en lutte libre dans la catégorie des moins de 48 kg en 2006

### Championnats d'Europe
- Médaille d'or en lutte libre dans la catégorie des moins de 51 kg en 2012 à Belgrade, (Serbie)
- Médaille de bronze en lutte libre dans la catégorie des moins de 48 kg en 2011
- Médaille de bronze en lutte libre dans la catégorie des moins de 48 kg en 2010
- Médaille de bronze en lutte libre dans la catégorie des moins de 48 kg en 2008
- Médaille d'argent en lutte libre dans la catégorie des moins de 48 kg en 2005